# Рибкино (Новосергієвський район)
Ри́бкино (рос. Рыбкино) — село у складі Новосергієвського району Оренбурзької області, Росія.

## Населення
Населення — 907 осіб (2010; 1005 у 2002).
Національний склад (станом на 2002 рік):
- росіяни — 33 %